# Albanoglomus ljubotensis
Albanoglomus ljubotensis är en mångfotingart som beskrevs av Carl Graf Attems 1929. Albanoglomus ljubotensis ingår i släktet Albanoglomus och familjen Glomeridellidae. Inga underarter finns listade i Catalogue of Life.